# Grotlo pakla (2005.)
Grotlo pakla (2005.), hrvatski dokumentarni film o bitci za Vukovar. Redatelj i scenarist filma je Hrvoje Zovko. U filmu su po prvi put prikazane neke snimke nastale tijekom opsade i okupacije Vukovara. Film je posvećen svim poginulim i preživjelim hrvatskim braniteljima iz Vukovara i okolnih mjesta.

## Vanjske poveznice
- "Grotlo pakla" na YouTubeu